# Humilis z Bisignano
Humilis z Bisignano, Umile Pirozzo z Bisignano (ur. 26 sierpnia 1582, zm. 26 listopada 1637) – święty Kościoła katolickiego, brat laik w zakonie Franciszkanów.
Mając 27 lat, w 1609, roku wstąpił do Zakonu Braci Mniejszych i rok później, 4 września 1610, roku złożył śluby zakonne. Miał dar proroctwa i szczególnym zaufaniem darzyli go papieże Grzegorz XV i Urban VIII. Zmarł w wieku 55 lat, w opinii świętości.
Papież Pius VI ogłosił go czcigodnym w dniu 4 października 1780 roku. Został beatyfikowany przez papieża Leona XIII w dniu 29 stycznia 1882 roku, a kanonizowany przez papieża Jana Pawła II w dniu 19 maja 2002 roku.